# Winchester Bay
Winchester Bay és una concentració de població designada pel cens dels Estats Units a l'estat d'Oregon. Segons el cens del 2000 tenia 488 habitants.

## Demografia
Segons el cens del 2000, Winchester Bay tenia 488 habitants, 238 habitatges, i 139 famílies. La densitat de població era de 70,8 habitants per km².
Dels 238 habitatges en un 16,8% hi vivien nens de menys de 18 anys, en un 50,8% hi vivien parelles casades, en un 4,2% dones solteres, i en un 41,2% no eren unitats familiars. En el 36,6% dels habitatges hi vivien persones soles el 20,2% de les quals corresponia a persones de 65 anys o més que vivien soles. El nombre mitjà de persones vivint en cada habitatge era de 2,01 i el nombre mitjà de persones que vivien en cada família era de 2,57.
Per edats la població es repartia de la següent manera: un 16,8% tenia menys de 18 anys, un 7,6% entre 18 i 24, un 18,9% entre 25 i 44, un 27,5% de 45 a 60 i un 29,3% 65 anys o més.
L'edat mediana era de 50 anys. Per cada 100 dones de 18 o més anys hi havia 120,7 homes.
La renda mediana per habitatge era de 30.139 $ i la renda mediana per família de 37.292 $. Els homes tenien una renda mediana de 30.625 $ mentre que les dones 22.321 $. La renda per capita de la població era de 17.307 $. Aproximadament el 17,9% de les famílies i el 21,3% de la població estaven per davall del llindar de pobresa.

## Poblacions properes
El següent diagrama mostra les poblacions més properes.